# Monomorium bidentatum
Monomorium bidentatum (лат.) — вид мелких муравьёв рода Monomorium из подсемейства мирмицины. Этот вид находится под угрозой исчезновения.

## Распространение
Monomorium bidentatum распространён в Южной Америке, в Чили и Аргентине. Впервые вид был описан в Вальдивии, Чили.

## Описание
Длина рабочих муравьёв этого вида около 3,5 миллиметра. Общая окраска тёмно-коричневая, жвало, усики и ноги немного светлее. Длина самок 4,5 ммллиметра, в остальном они похожи на рабочих муравьёв.